# Gran Prix Internacional del CMLL (2018)
Gran Prix Internacional del CMLL 2018 fue la decimocuarta edición del Gran Prix Internacional del CMLL, un evento pago por visión de lucha libre profesional producido por Consejo Mundial de Lucha Libre. Tuvo lugar el 5 de octubre de 2018 desde la Arena México en Ciudad de México. Todos los torneos de International Gran Prix han sido un torneo de una noche, siempre como parte de los shows del Viernes Espectacular del CMLL.
Para este torneo de 2018, CMLL atrajo a representantes de Ring of Honor (Matt Taven, Jay Briscoe, Mark Briscoe & Flip Gordon), representantes de New Japan Pro-Wrestling (Michael Elgin & David Finlay), ambas promociones que tiene estrecha relación laboral con el CMLL. El Equipo Internacional también incluye al regular Okumura de CMLL y a los luchadores independientes Dark Magic y Gilbert el Boricua. El contingente mexicano incluye al ganador del torneo 2017 Diamante Azul, Carístico, El Cuatrero, Euforia, Hechicero, Sansón, El Terrible, Último Guerrero y Volador Jr.

## Antecedentes
El 22 de agosto de 2018, CMLL anuncio a los primeros cuatro luchadores, los cuales serán David Finlay, The Briscoe Brothers y Dark Magic.

## Resultados
- Star Jr., Akuma y Camorra derrotaron a Robin, Yago y El Hijo del Signo.
  - Camorra forzó a Signo a rendirse simultáneamente.
- Marcela, La Jarochita y Avispa Dorada derrotaron a Dalys, Reina Isis y La Metálica.
  - Marcela cubrió a Jarochita después de un «Giro».
- Gran Guerrero derrotó a Valiente.
  - Guerrero cubrió a Valiente después de un «Samoan Driver».
- L.A. Park, El Hijo de L.A. Park y Místico derrotaron a Bárbaro Cavernario, Ciber the Main Man y The Chrizh.
  - Park cubrió a Cavernario después de un «Operación Dragón» de Místico.
- Michael Elgin ganó el torneo del Gran Prix Internacional del CMLL.
  - Elgin eliminó finalmente a Último Guerrero, ganando la lucha.
  - Como resultado, Team Resto del Mundo derrotaron a Team México.
  - Después de la lucha, Rayo de Jalisco Jr. llega al ring para entregar el trofeo personalmente a Elgin.

## International Gran Prix: entradas y eliminaciones
| Entradas | Entradas           | Eliminado por | Elim. | Tiempo |
| -------- | ------------------ | ------------- | ----- | ------ |
| 1        | Okumura            | Sansón        | 0     | 17:00  |
| 2        | El Cuatrero        | Jay & Mark    | 0     | 19:57  |
| 3        | Black Magic        | Hechicero     | 0     | 23:05  |
| 4        | Diamante Azul      | Elgin         | 0     | 26:34  |
| 5        | David Finlay       | Carístico     | 0     | 29:40  |
| 6        | Sansón             | Taven         | 1     | 34:12  |
| 7        | Flip Gordon        | El Terrible   | 0     | 35:21  |
| 8        | El Terrible        | Jay           | 1     | 36:06  |
| 9        | Jay Briscoe        | Guerrero      | 2     | 36:25  |
| 10       | Mark Briscoe       | Carístico     | 2     | 37:23  |
| 11       | Carístico          | Mark          | 2     | 37:23  |
| 12       | Hechicero          | Boricua       | 1     | 40:23  |
| 13       | Matt Taven         | Volador Jr.   | 1     | 45:07  |
| 14       | Volador Jr.        | Boricua       | 1     | 47:28  |
| 15       | Gilbert el Boricua | Euforia       | 2     | 50:57  |
| 16       | Euforia            | Elgin         | 1     | 55:35  |
| 17       | Último Guerrero    | Elgin         | 1     | 59:57  |
| 18       | Michael Elgin      | Ganador       | 4     | 59:57  |